# Denden
Yoshihiro Ogata (緒方 義博 Ogata Yoshihiro?,  Chikushino, Fukuoka, Japón, 23 de enero de 1950), conocido por su nombre artístico de Denden (でんでん?), es un prolífico actor japonés. Ha aparecido en más de cien películas desde 1981. En 2011, Denden ganó un premio Hōchi en la categoría de "mejor actor de reparto", así como también un Premio de la Academia Japonesa al año siguiente.

## Filmografía

### Películas
| Año  | Título                     | Papel         | Notas |
| ---- | -------------------------- | ------------- | ----- |
| 1981 | No Yōna Mono               |               |       |
| 1997 | Cure                       |               |       |
| 2000 | Uzumaki                    |               |       |
| 2000 | Ju-on 1                    |               |       |
| 2000 | Eureka                     |               |       |
| 2001 | Reddo Shadō Akakage        |               |       |
| 2008 | Kābē                       |               |       |
| 2010 | Cold Fish                  |               |       |
| 2011 | Himizu                     |               |       |
| 2012 | Raiku Samuwan In Rabu      |               |       |
| 2012 | Kibō no Kuni               |               |       |
| 2013 | Kiyosu Kaigi               | Maeda Gen'i   |       |
| 2014 | Killers                    |               |       |
| 2014 | Tokyo Tribe                | Daishisan     |       |
| 2015 | Yakuza Apocalypse          | Hougan        |       |
| 2016 | Destruction Babies         |               |       |
| 2016 | Shippu Rondo               |               |       |
| 2016 | Nobunaga Concerto          |               |       |
| 2017 | Mumon: The Land of Stealth | Shimoyama Kai |       |
| 2018 | Tomiko no Ashi             |               |       |

### Televisión
| Año  | Título                     | Papel             | Notas       |
| ---- | -------------------------- | ----------------- | ----------- |
| 2010 | General Rouge no Gaisen    |                   |             |
| 2012 | Beautiful Rain             |                   |             |
| 2013 | Amachan                    |                   | Asadora     |
| 2017 | Onna jōshu Naotora         | Okuyama Tomotoshi | Drama Taiga |
| 2017 | Hitoshi Ueki and Nobosemon |                   |             |